# Japanische Zaubernuss

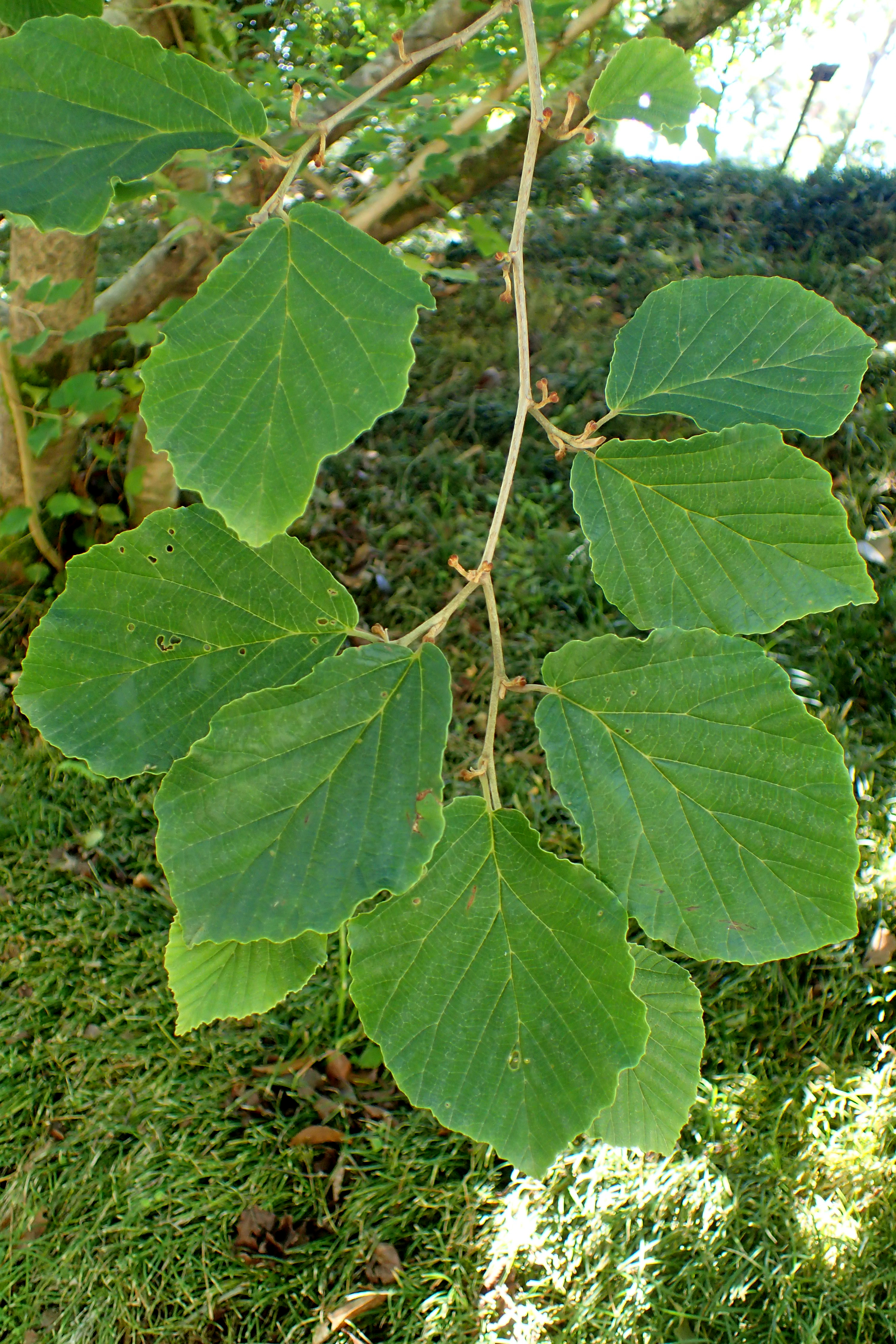
Blätter

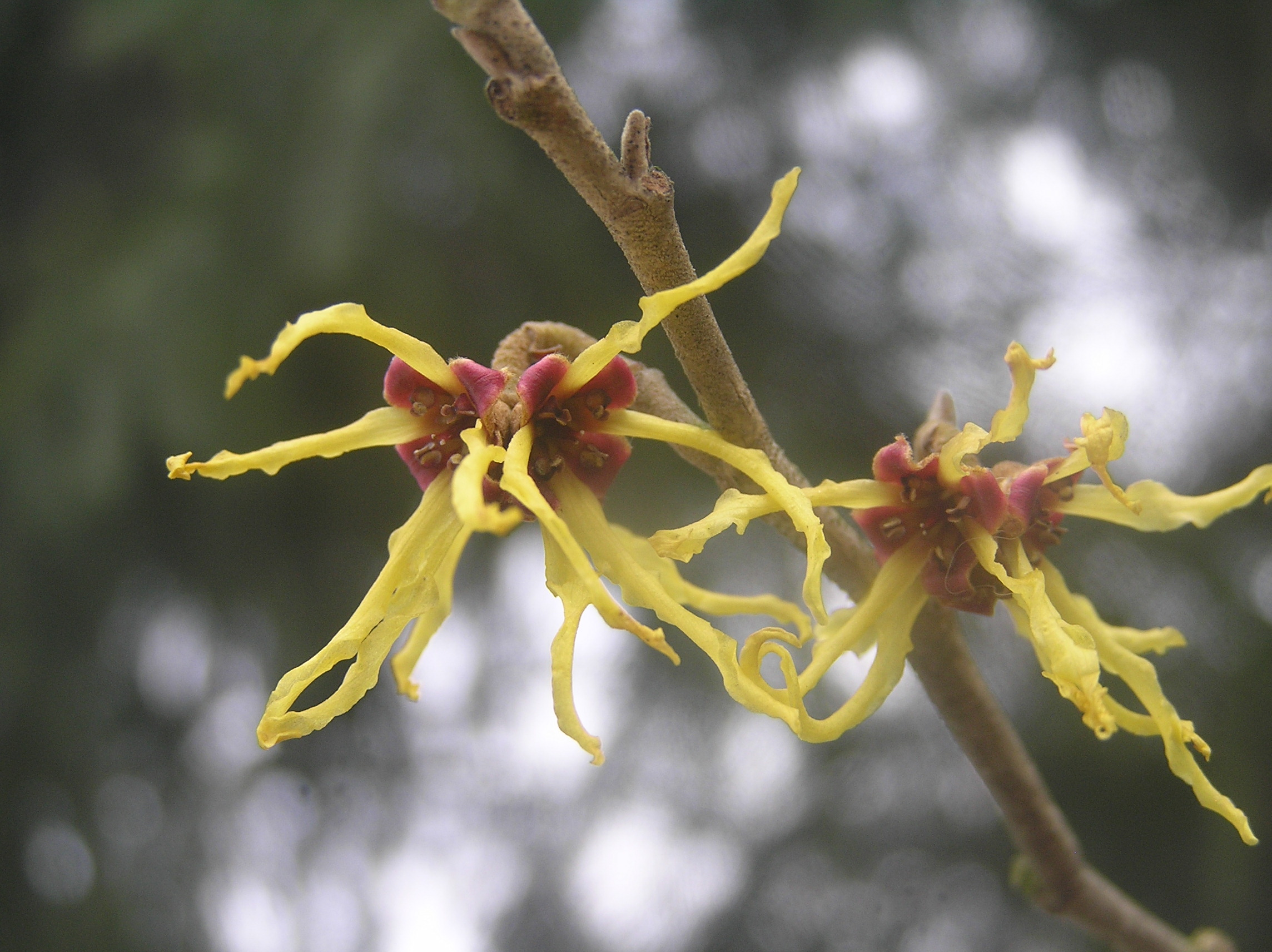
Blüten

Die Japanische Zaubernuss (Hamamelis japonica) ist eine Pflanzenart in der Gattung Zaubernuss (Hamamelis). Sie ist, wie schon das Artepitheton sagt, in Japan beheimatet und dort mit dem Trivialnamen Mansaku (満作) bekannt.

## Beschreibung
Die Japanische Zaubernuss wächst meist als laubabwerfender Strauch, selten erreicht sie Ausmaße und Statur eines kleinen Baumes. Sie erreicht eine Wuchshöhe von 3 bis 4 Meter und bildet eine breit ausladende, trichterförmige Krone aus wenig verzweigten, sparrig abstehenden Ästen. Die graue Rinde junger Zweige ist mit Sternhaaren (Trichome) besetzt. 
Die wechselständigen Laubblätter sind in Blattstiel und Blattspreite gegliedert. Der Blattstiel misst 0,5 bis 2 Zentimeter. Die einfache Blattspreite ist mit einer Länge von 5 bis 10 Zentimeter breit-eiförmig bis verkehrt-eiförmig. An der Basis sind sie etwas asymmetrisch, abgerundet bis spitz und leicht herzförmig. Vorne endet das Blatt spitz oder abgerundet. Der Blattrand ist buchtig bis grob gekerbt. Die Blattunterseite ist im Austrieb behaart, verkahlt später aber bis auf die Blattadern. Zu jeder Seite der Mittelrippe zweigen meist sieben (auch fünf bis neun) Blattadern in spitzem Winkel ab. Die Herbstfärbung der Blätter ist orange bis rot.
Die leicht duftenden Blüten erscheinen im Januar bis März an den einjährigen Zweigen, sie erfrieren bei mäßigen Frösten (bis etwa −5 °C) noch nicht. Die Blüten erscheinen zu dritt achselständig. Die zwittrigen Blüten mit doppelter Blütenhülle sind vierzählig. Es ist ein innen purpur-violetter, außen dicht behaarter Blütenbecher vorhanden. Sie besitzen außen braunsamtige, innen purpurne und zurückgelegte Kelchblätter und vier bandförmige, hellgelbe, oft etwas zerknittert aussehende Kronblätter von 1 bis 1,7 cm Länge. Bei Frost rollen diese sich ein oder hängen schlaff; beim Auftauen straffen sie sich und richten sich wieder auf. Das kann während der mehrere Wochen langen Blütezeit jeden Tag der Fall sein. Es sind 4 kurze Staubblätter und 4 kurze, nektarabsondernde Staminodien ausgebildet. Der behaarte Fruchtknoten ist mittelständig mit zwei kurzen Griffeln.
Es werden holzige, zweisamige, etwa 1 Zentimeter große Kapselfrüchte im Blütenbecher, mit Kelch- und Griffelresten gebildet. Die schwarzen, harten Samen werden explosiv ausgeschleudert.
Die Chromosomenzahl beträgt 2n = 24.

## Verbreitung
Die Japanische Zaubernuss ist nur in Japan, dort allerdings auf allen Hauptinseln, verbreitet.

## Verwendung
Sie wird als extremer Frühblüter und wegen ihres bunten Herbstlaubes und der Kelchblattwirkung gelegentlich in den gemäßigten Breiten angepflanzt. Wichtiger ist die Hybride mit der Chinesischen Zaubernuss (Hamamelis mollis), Hamamelis ×intermedia. Es gibt von der Japanischen Zaubernuss einige Sorten, die allerdings in der Niederländischen Gehölzsichtung alle als „entbehrlich“ eingestuft wurden, da sie von den Hamamelis ×intermedia-Sorten in ihrem Gartenwert übertroffen werden.